# 8152 Martinlee
8152 Martinlee è un asteroide della fascia principale. Scoperto nel 1986, presenta un'orbita caratterizzata da un semiasse maggiore pari a 2,3581319 au e da un'eccentricità di 0,2221068, inclinata di 3,98319° rispetto all'eclittica.